# Carlo Baldini (arcivescovo)
Carlo Baldini (Nocera dei Pagani, 1530 – Sorrento, marzo 1598) è stato un arcivescovo cattolico e teologo italiano.

## Biografia
Carlo Baldini o Baldino nacque a Nocera dei Pagani nel 1530. Fu teologo e filosofo.
Nel 1566 divenne membro della Compagnia dei Bianchi. Nel 1576 divenne parroco della chiesa di San Bartolomeo di Piedimonte in Nocera e nel 1578 fu nominato canonico della cattedrale di Napoli.
Fu, inoltre, docente di diritto canonico presso l'Università di Napoli dal 1567 al 1591 quando venne nominato arcivescovo di Sorrento, dove rimase fino alla morte avvenuta nel marzo del 1598.
Dal 1585 divenne ministro del Sant’Uffizio nel Regno di Napoli agendo come rappresentante della Congregazione per la dottrina della fede di Roma presso il tribunale ecclesiastico napoletano. Mantenne questo incarico per tutto il resto della vita.

## Il Lodo Baldini
La figura del Baldini è ricordata anche per il Lodo di cui fu autore.
Fu, infatti, chiamato dai suoi concittadini a dotare la città di Nocera dei Pagani di uno strumento che ne regolasse la vita politica.
Nel 1597 fu così pronta una sorta di Carta costituzionale, il Lodo Baldini appunto, con cui si dava alla città uno statuto nel quale si fissavano le regole per la gestione della stessa. Stabiliva che Nocera dei Pagani fosse amministrata da tre Sindaci Universali (due per Nocera Soprana, ed uno per Nocera Sottana, com'era allora ripartita la città).
Fissava, inoltre, modalità di elezione e competenze di un "Parlamento Universale", che decideva su tutte le questioni di interesse generale, quando ciò non fosse di competenza dei Sindaci.

## La pasquetta nocerina
A Carlo Baldini risale anche l'usanza per i nocerini di festeggiare la pasquetta il martedì in albis e non il lunedì.
Tale avvenimento risale alla fine del XVI secolo, quando nocerini e paganesi avevano l'usanza di arrampicarsi il lunedì sul Santuario di Santa Maria dei Miracoli di Montalbino.
Dopo numerosi incidenti occorsi tra gli abitanti delle due Università durante la pasquetta, l'arcivescovo stabilì che i residenti di Pagani festeggiassero la pasquetta il lunedì in albis mentre i nocerini si potessero recare al santuario il giorno successivo, ed il resto della settimana (a seconda della classe sociale).
Tale usanza si mantiene ancora oggi.